# میگل دیویس
میگل دیویس (اسپانیایی: Miguel Davis‎؛ زادهٔ ۱۸ ژوئن ۱۹۶۶) بازیکن فوتبال اهل کاستاریکا بود.
از باشگاه‌هایی که در آن بازی کرده‌است می‌توان به باشگاه ورزشی کارتاگینیس و باشگاه فوتبال لیگا دپورتیوا آلاخولنسه اشاره کرد.
وی همچنین در تیم ملی فوتبال کاستاریکا بازی کرده‌است.